# صدقة بن الفضل
شيخ الإسلام صدقة بن الفضل المروزي (150 هـ-223 هــ) من أئمة ورواة الحديث وهو ثقة. كان إمامًا حجة صاحب سنة واتباع. يُقال: إنه كان بمرو كالإمام أحمد ببغداد. قال العباس بن الوليد النرسي: «كنا نقول: صدقة بن الفضل بخراسان، وأحمد بن حنبل بالعراق».

## روايته للحديث النبوي
- حدث عن: أبي حمزة محمد بن ميمون السكري، وسفيان بن عيينة، وابن وهب، ووكيع، وحفص بن غياث، وطبقتهم.
- حدث عنه: البخاري، وأبو محمد الدارمي، ويعقوب الفسوي، وأحمد بن منصور زاج، وعبيد الله بن واصل البخاري، والفقيه محمد بن نصر المروزي، وأبو الموجه محمد بن عمرو، وآخرون.[4]
- الجرح والتعديل : قال أبو بشر الدولابي: «ثقة»، وقال أبو حاتم بن حبان البستي: «كان صاحب حديث وسنة»، وقال أحمد بن شعيب النسائي: «ثقة»، وقال ابن حجر العسقلاني: «ثقة»، وقال الذهبي: «إمام ثبت» ومرة: «كان حافظًا رحالًا»، وقال عباس بن عبد العظيم العنبري: «رأيت ثلاثة جعلتهم حجة فيما بيني وبين الله أحمد بن حنبل وزيد بن المبارك وصدقة بن الفضل».[2]